# Ácido metanosulfónico
El ácido metanosulfónico es un compuesto orgánico.

Su fórmula molecular o empírica es CH4SO3, y su fórmula semidesarrollada es CH3 – SO3H.